# Робоча вулиця (Мелітополь)
Робоча вулиця — вулиця в Мелітополі. Починається проїздом за багатоповерховим будинком на Інтеркультурній вулиці, 95, де також є виходи на Дніпровський, Волинський та Балтійський провулки. Закінчується на Гетьманській вулиці.
Складається з приватного сектора. Покриття в різних місцях ґрунтове (на початку), плиткове (біля перехрестя з вулицею Університетською) та асфальтне (наприкінці).

## Історія
Точна дата появи вулиці невідома. Вперше вона згадується 1922 року в описі земельних володінь як Сімферопольська. На той час місцевість між проспектом Богдана Хмельницького та залізницею називалася Новим Мелітополем (зараз ця назва носить інший район).
1929 року, коли містом прокотилася хвиля перейменувань, вулиця стала називатися Робочою. В цей же час свої нинішні назви отримав і ряд сусідніх вулиць (вулиця Фролова, провулки Дніпровський, Балтійський, Волинський, Запорізький, Ростовський).
1948 року міськвиконком ухвалив рішення про чергове перейменування вулиці, цього разу на честь 30-річчя Комсомолу, але ця назва за вулицею не закріпилася.

## Галерея
|                                  |                                                           |                                                   |                                                                       |
| початок з боку вул. Гетьманської | вид на багатоповерховий будинок на вул. Гетьманській, 125 | узвіз у районі перехрестя з вул. Університетською | вид на гаражі та багатоповерховий будинок на вул. Інтеркультурній, 95 |